# Maroko na Zimowych Igrzyskach Olimpijskich 1968
Maroko na Zimowych Igrzyskach Olimpijskich 1968 reprezentowało pięciu zawodników. Wystartowali oni w narciarstwie alpejskim.
Był to pierwszy start reprezentacji Maroka na zimowych igrzyskach olimpijskich.

## Narciarstwo alpejskie

### Mężczyźni
| Zawodnik        | Konkurencja | Konkurencja | Konkurencja               | Konkurencja               | Konkurencja               | Konkurencja               | Konkurencja             | Konkurencja             | Konkurencja             | Konkurencja             |
| Zawodnik        | Zjazd       | Zjazd       | Slalom gigant             | Slalom gigant             | Slalom gigant             | Slalom gigant             | Slalom specjalny        | Slalom specjalny        | Slalom specjalny        | Slalom specjalny        |
| Zawodnik        | Czas        | Pozycja     | Czas 1. przejazdu         | Czas 2. przejazdu         | Czas łączny               | Pozycje                   | Czas 1. przejazdu       | Czas 2. przejazdu       | Czas łączny             | Pozycja                 |
| --------------- | ----------- | ----------- | ------------------------- | ------------------------- | ------------------------- | ------------------------- | ----------------------- | ----------------------- | ----------------------- | ----------------------- |
| Mohamed Aomar   |             |             | Nie ukończył 1. przejazdu | Nie ukończył 1. przejazdu | Nie ukończył 1. przejazdu | Nie ukończył 1. przejazdu | odpadł w kwalifikacjach | odpadł w kwalifikacjach | odpadł w kwalifikacjach | odpadł w kwalifikacjach |
| Said Housni     |             |             | 2:24,40                   | 2:16,28                   | 4:40,68                   | 83.                       | odpadł w kwalifikacjach | odpadł w kwalifikacjach | odpadł w kwalifikacjach | odpadł w kwalifikacjach |
| Hassan Lahmaoui |             |             | 2:24,97                   | 2:23,69                   | 4:48,66                   | 86.                       | odpadł w kwalifikacjach | odpadł w kwalifikacjach | odpadł w kwalifikacjach | odpadł w kwalifikacjach |
| Mehdi Mouidi    |             |             |                           |                           |                           |                           | odpadł w kwalifikacjach | odpadł w kwalifikacjach | odpadł w kwalifikacjach | odpadł w kwalifikacjach |
| Mimoun Ouitot   |             |             | Nie ukończył 1. przejazdu | Nie ukończył 1. przejazdu | Nie ukończył 1. przejazdu | Nie ukończył 1. przejazdu |                         |                         |                         |                         |